# Курелєх Валерій Юрійович
Валерій Юрійович Курелєх (нар. 12 серпня 1991, Кременчук, Полтавська область, Україна) — український футболіст, центральний захисник «Вікторії».

## Ранні роки
Вихованець кременчуцького футболу. Перший тренер — Володимир Коновальчук. За власними словами, під час навчання нічим особливим не вирізнявся, але останні декілька років напередодні випуску почав зрідка прогулювати школу й тренуватися самостійно, працюючи над своїми недоліками. Після цього на футболіста звернув увагу головний тренер «Кременя» Сергій Свистун.

## Клубна кар'єра
У шістнадцятирічному віці підписав «дитячий» контракт з «Кременем». У другій лізі дебютував 10 серпня 2008 року в поєдинку з запорізьким «Металургом-2». Починаючи з сезону 2009/10 років футболіст став основним гравцем кременчуцької команди.
На початку 2010 року Сергій Свистун порекомендував Курелєха в «Ворсклу». Чотири сезони футболіст грав у молодіжній команді полтавців. У Прем'єр-лізі зіграв єдиний раз 1 грудня 2012 року в матчі проти «Карпат», коли команду як виконувач обов'язки головного тренера очолював Сергій Свистун. Курелех вийшов на поле після перерви, замінивши Євгена Селіна. Увійшовши в гру, відразу ж отримав жовту картку за фол проти Павла Ксьонза, а на 72 хвилині після прострілу Степана Гірського програв боротьбу Олександру Гладкому, після чого той зробив рахунок 0:2. Після матчу Сергій Свистун оцінив дії гравця фразою «зіграв, вважаю, непогано».
Після переходу Свистуна в «Кремінь», з ним у Кременчук перебралися Бурдейний, Вовкодав, Курелєх, Бацула, Ченбай і Кунєв. У цій команді Валерій Курелєх у сезоні 2013/14 років зіграв 11 матчів. 
31 грудня 2016 року у Валерія завершився контракт з кременчуцьким клубом й наприкінці січня 2017 року він відправився на перегляд до комсомольського «Гірника-спорту». Наприкінці лютого 2017 року підписав контракт з командою. Дебютував у футболці клубу з Комсомольська 18 березня 2017 року в програному (2:3) виїзному поєдинку 21-о туру Першої ліги проти охтирського «Нафтовика-Укрнафти». Валерій вийшов на поле в стартовому складі та відіграв увесь матч. У складі «Гірника-спорту» в Першій лізі зіграв 19 матчів та відзначився 1 голом.
Під час зимової паузи сезону 2017/18 років повернувся в «Кремінь». Дебютував за кременчуцьку команду 18 квітня 2018 року в програному (0:1) виїзному поєдинку 28-о туру Першої ліги проти винниківського «Руху». Курелєх вийшов на поле в стартовому складі та відіграв увесь матч, а на 35-й хвилині отримав жовту картку.

## Поза футболом
У грудні 2012 року в якості моделі брав участь в етапі конкурсу краси «Королева Полтавщини».

## Статистика виступів

### Клубна
Станом на 1 листопада 2009
| Клуб      | Сезон   | Ліга  | Ліга | Кубок | Кубок | Загалом | Загалом |
| Клуб      | Сезон   | Матчі | Голи | Матчі | Голи  | Матчі   | Голи    |
| --------- | ------- | ----- | ---- | ----- | ----- | ------- | ------- |
| «Кремінь» | 2008-09 | 28    | 0    | 0     | 0     | 28      | 0       |
| «Кремінь» | 2009-10 | 15    | 0    | 1     | 0     | 16      | 0       |
| «Кремінь» | Загалом | 43    | 0    | 1     | 0     | 44      | 0       |
| Кар'єра   | Загалом | 43    | 0    | 1     | 0     | 44      | 0       |